# Nuoto ai campionati mondiali di nuoto 2017

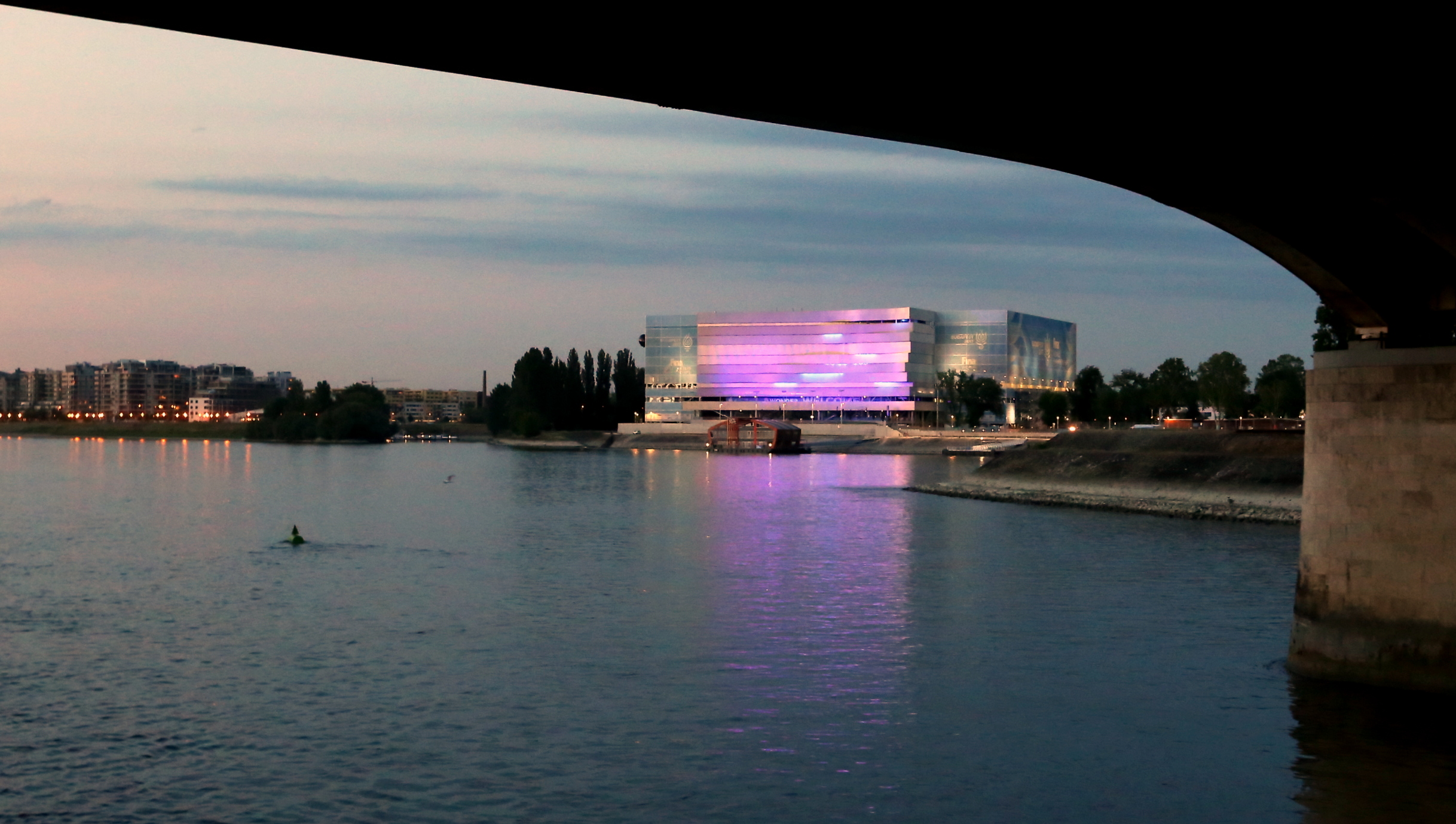
Duna Aréna e il fiume Danubio

Le gare di nuoto ai campionati mondiali di nuoto 2017 si sono svolte dal 23 al 30 luglio 2017, presso la Duna Aréna, nella città ungherese di Budapest. Sono state disputate un totale di 42 gare: 20 maschili, 20 femminili e 2 miste.

## Calendario
| Data           | Ora (UTC+2) | Evento                                            |
| -------------- | ----------- | ------------------------------------------------- |
| 23 luglio 2017 | 9:30        | Batterie 100 m farfalla femminili                 |
| 23 luglio 2017 | 9:30        | Batterie 400 m stile libero maschili              |
| 23 luglio 2017 | 9:30        | Batterie 200 m misti femminili                    |
| 23 luglio 2017 | 9:30        | Batterie 50 m farfalla maschili                   |
| 23 luglio 2017 | 9:30        | Batterie 400 m stile libero femminili             |
| 23 luglio 2017 | 9:30        | Batterie 100 m rana maschili                      |
| 23 luglio 2017 | 9:30        | Batterie staffetta 4x100 m stile libero femminili |
| 23 luglio 2017 | 9:30        | Batterie staffetta 4x100 m stile libero maschili  |
| 23 luglio 2017 | 17:30       | Finale 400 m stile libero maschile                |
| 23 luglio 2017 | 17:30       | Semifinali 100 m farfalla femminili               |
| 23 luglio 2017 | 17:30       | Semifinali 50 m farfalla maschili                 |
| 23 luglio 2017 | 17:30       | Finale 400 m stile libero femminile               |
| 23 luglio 2017 | 17:30       | Semifinali 100 m rana maschili                    |
| 23 luglio 2017 | 17:30       | Semifinali 200 m misti femminili                  |
| 23 luglio 2017 | 17:30       | Finale staffetta 4x100 m stile libero maschile    |
| 23 luglio 2017 | 17:30       | Finale staffetta 4x100 m stile libero femminile   |
| 24 luglio 2017 | 9:30        | Batterie 100 m dorso femminili                    |
| 24 luglio 2017 | 9:30        | Batterie 100 m dorso maschili                     |
| 24 luglio 2017 | 9:30        | Batterie 100 m rana femminili                     |
| 24 luglio 2017 | 9:30        | Batterie 200 m stile libero maschili              |
| 24 luglio 2017 | 9:30        | Batterie 1500 m stile libero femminili            |
| 24 luglio 2017 | 17:30       | Finale 100 m rana maschile                        |
| 24 luglio 2017 | 17:30       | Finale 100 m farfalla femminile                   |
| 24 luglio 2017 | 17:30       | Semifinali 100 m dorso maschili                   |
| 24 luglio 2017 | 17:30       | Semifinali 100 m rana femminili                   |
| 24 luglio 2017 | 17:30       | Finale 50 m farfalla maschile                     |
| 24 luglio 2017 | 17:30       | Semifinali 100 m dorso femminili                  |
| 24 luglio 2017 | 17:30       | Semifinali 200 m stile libero maschili            |
| 24 luglio 2017 | 17:30       | Finale 200 m misti femminile                      |
| 25 luglio 2017 | 9:30        | Batterie 50 m rana maschili                       |
| 25 luglio 2017 | 9:30        | Batterie 200 m stile libero femminili             |
| 25 luglio 2017 | 9:30        | Batterie 200 m farfalla maschili                  |
| 25 luglio 2017 | 9:30        | Batterie 800 m stile libero maschili              |
| 25 luglio 2017 | 17:30       | Finale 200 m stile libero maschile                |
| 25 luglio 2017 | 17:30       | Finale 1500 m stile libero femminile              |
| 25 luglio 2017 | 17:30       | Semifinali 50 m rana maschili                     |
| 25 luglio 2017 | 17:30       | Finale 100 m dorso femminile                      |
| 25 luglio 2017 | 17:30       | Finale 100 m dorso maschile                       |
| 25 luglio 2017 | 17:30       | Semifinali 200 m stile libero femminili           |
| 25 luglio 2017 | 17:30       | Semifinali 200 m farfalla maschili                |
| 25 luglio 2017 | 17:30       | Finale 100 m rana femminile                       |
| 26 luglio 2017 | 9:30        | Batterie 50 m dorso femminili                     |
| 26 luglio 2017 | 9:30        | Batterie 100 m stile libero maschili              |
| 26 luglio 2017 | 9:30        | Batterie 200 m farfalla femminili                 |
| 26 luglio 2017 | 9:30        | Batterie 200 m misti maschili                     |
| 26 luglio 2017 | 9:30        | Batterie staffetta mista 4x100 m misti            |
| 26 luglio 2017 | 17:30       | Finale 200 m stile libero femminile               |
| 26 luglio 2017 | 17:30       | Semifinali 100 m stile libero maschili            |
| 26 luglio 2017 | 17:30       | Semifinali 50 m dorso femminili                   |
| 26 luglio 2017 | 17:30       | Finale 200 m farfalla maschile                    |
| 26 luglio 2017 | 17:30       | Finale 50 m rana maschile                         |
| 26 luglio 2017 | 17:30       | Semifinali 200 m farfalla femminili               |
| 26 luglio 2017 | 17:30       | Semifinali 200 m misti maschili                   |
| 26 luglio 2017 | 17:30       | Finale 800 m stile libero maschile                |
| 26 luglio 2017 | 17:30       | Finale staffetta mista 4x100 m misti              |
| 27 luglio 2017 | 9:30        | Batterie 100 m stile libero femminili             |
| 27 luglio 2017 | 9:30        | Batterie 200 m dorso maschili                     |
| 27 luglio 2017 | 9:30        | Batterie 200 m rana femminili                     |
| 27 luglio 2017 | 9:30        | Batterie 200 m rana maschili                      |
| 27 luglio 2017 | 9:30        | Batterie staffetta 4x200 m stile libero femminili |
| 27 luglio 2017 | 17:30       | Finale 200 m misti maschile                       |
| 27 luglio 2017 | 17:30       | Semifinali 100 m stile libero femminili           |
| 27 luglio 2017 | 17:30       | Finale 100 m stile libero maschile                |
| 27 luglio 2017 | 17:30       | Finale 50 m dorso femminile                       |
| 27 luglio 2017 | 17:30       | Semifinali 200 m rana maschili                    |
| 27 luglio 2017 | 17:30       | Finale 200 m farfalla femminile                   |
| 27 luglio 2017 | 17:30       | Semifinali 200 m rana femminili                   |
| 27 luglio 2017 | 17:30       | Semifinale 200 m dorso maschile                   |
| 27 luglio 2017 | 17:30       | Finale staffetta 4x200 m stile libero femminile   |
| 28 luglio 2017 | 9:30        | Batterie 50 m stile libero maschili               |
| 28 luglio 2017 | 9:30        | Batterie 50 m farfalla femminili                  |
| 28 luglio 2017 | 9:30        | Batterie 100 m farfalla maschili                  |
| 28 luglio 2017 | 9:30        | Batterie 200 m dorso femminili                    |
| 28 luglio 2017 | 9:30        | Batterie staffetta 4x200 m stile libero maschili  |
| 28 luglio 2017 | 9:30        | Batterie 800 m stile libero femminili             |
| 28 luglio 2017 | 17:30       | Finale 100 m stile libero femminile               |
| 28 luglio 2017 | 17:30       | Finale 200 m dorso maschile                       |
| 28 luglio 2017 | 17:30       | Semifinali 200 m dorso femminili                  |
| 28 luglio 2017 | 17:30       | Semifinali 50 m stile libero maschili             |
| 28 luglio 2017 | 17:30       | Finale 200 m rana femminile                       |
| 28 luglio 2017 | 17:30       | Semifinali 100 m farfalla maschili                |
| 28 luglio 2017 | 17:30       | Semifinali 50 m farfalla femminili                |
| 28 luglio 2017 | 17:30       | Finale 200 m rana maschile                        |
| 28 luglio 2017 | 17:30       | Finale staffetta 4x200 m stile libero maschile    |
| 29 luglio 2017 | 9:30        | Batterie 50 m stile libero femminili              |
| 29 luglio 2017 | 9:30        | Batterie 50 m dorso maschili                      |
| 29 luglio 2017 | 9:30        | Batterie 50 m rana femminili                      |
| 29 luglio 2017 | 9:30        | Batterie staffetta mista 4x100 m stile libero     |
| 29 luglio 2017 | 9:30        | Batterie 1500 m stile libero maschili             |
| 29 luglio 2017 | 17:30       | Finale 50 m farfalla femminile                    |
| 29 luglio 2017 | 17:30       | Finale 50 m stile libero maschile                 |
| 29 luglio 2017 | 17:30       | Finale 200 m dorso femminile                      |
| 29 luglio 2017 | 17:30       | Semifinali 50 m rana femminili                    |
| 29 luglio 2017 | 17:30       | Finale 100 m farfalla maschile                    |
| 29 luglio 2017 | 17:30       | Semifinali 50 m stile libero femminili            |
| 29 luglio 2017 | 17:30       | Semifinali 50 m dorso maschili                    |
| 29 luglio 2017 | 17:30       | Finale 800 m stile libero femminile               |
| 29 luglio 2017 | 17:30       | Finale staffetta mista 4x100 m stile libero       |
| 30 luglio 2017 | 9:30        | Batterie 400 m misti femminili                    |
| 30 luglio 2017 | 9:30        | Batterie 400 m misti maschili                     |
| 30 luglio 2017 | 9:30        | Batterie staffetta 4x100 m misti femminili        |
| 30 luglio 2017 | 9:30        | Batterie staffetta 4x100 m misti maschili         |
| 30 luglio 2017 | 17:30       | Finale 50 m rana femminile                        |
| 30 luglio 2017 | 17:30       | Finale 400 m misti maschile                       |
| 30 luglio 2017 | 17:30       | Finale 50 m stile libero femminile                |
| 30 luglio 2017 | 17:30       | Finale 50 m dorso maschile                        |
| 30 luglio 2017 | 17:30       | Finale 400 m misti femminile                      |
| 30 luglio 2017 | 17:30       | Finale 1500 m stile libero maschile               |
| 30 luglio 2017 | 17:30       | Finale staffetta 4x100 m misti femminile          |
| 30 luglio 2017 | 17:30       | Finale staffetta 4x100 m misti maschile           |

## Podi

### Uomini
| Evento                          | Oro | Tempo    | Argento                                                                                       | Tempo    | Bronzo | Tempo    |
| Stile libero                    | |          |                                                                                               |          | |          |
| 50 m (dettagli)                 | Caeleb Dressel | 21"15    | Bruno Fratus                                                                                  | 21"27    | Benjamin Proud | 21"43    |
| 100 m (dettagli)                | Caeleb Dressel | 47"17    | Nathan Adrian                                                                                 | 47"87    | Mehdy Metella | 47"89    |
| 200 m (dettagli)                | Sun Yang | 1'44"39  | Townley Haas                                                                                  | 1'45"04  | Aleksandr Krasnych | 1'45"23  |
| 400 m (dettagli)                | Sun Yang | 3'41"38  | Mack Horton                                                                                   | 3'43"85  | Gabriele Detti | 3'43"93  |
| 800 m (dettagli)                | Gabriele Detti | 7'40"77  | Wojciech Wojdak                                                                               | 7'41"73  | Gregorio Paltrinieri | 7'42"44  |
| 1500 m (dettagli)               | Gregorio Paltrinieri | 14'35"85 | Mychajlo Romančuk                                                                             | 14'37"14 | Mack Horton | 14'47"70 |
| Dorso                           | |          |                                                                                               |          | |          |
| 50 m (dettagli)                 | Camille Lacourt | 24"35    | Junya Koga                                                                                    | 24"51    | Matt Grevers | 24"56    |
| 100 m (dettagli)                | Xu Jiayu | 52"44    | Matt Grevers                                                                                  | 52"48    | Ryan Murphy | 52"59    |
| 200 m (dettagli)                | Evgenij Rylov | 1'53"61  | Ryan Murphy                                                                                   | 1'54"21  | Jacob Pebley | 1'55"06  |
| Rana                            | |          |                                                                                               |          | |          |
| 50 m (dettagli)                 | Adam Peaty | 25"99    | João Gomes Júnior                                                                             | 26"52    | Cameron van der Burgh | 26"60    |
| 100 m (dettagli)                | Adam Peaty | 57"47    | Kevin Cordes                                                                                  | 58"79    | Kirill Prigoda | 59"05    |
| 200 m (dettagli)                | Anton Čupkov | 2'06"96  | Yasuhiro Koseki                                                                               | 2'07"29  | Ippei Watanabe | 2'07"47  |
| Farfalla                        | |          |                                                                                               |          | |          |
| 50 m (dettagli)                 | Benjamin Proud | 22"75    | Nicholas Santos                                                                               | 22"79    | Andrij Hovorov | 22"84    |
| 100 m (dettagli)                | Caeleb Dressel | 49"86    | Kristóf Milák                                                                                 | 50"62    | Joseph Schooling James Guy | 50"83    |
| 200 m (dettagli)                | Chad le Clos | 1'53"33  | László Cseh                                                                                   | 1'53"72  | Daiya Seto | 1'54"21  |
| Misti                           | |          |                                                                                               |          | |          |
| 200 m (dettagli)                | Chase Kalisz | 1'55"56  | Kōsuke Hagino                                                                                 | 1'56"01  | Wang Shun | 1'56"28  |
| 400 m (dettagli)                | Chase Kalisz | 4'05"90  | Dávid Verrasztó                                                                               | 4'08"38  | Daiya Seto | 4'09"14  |
| Staffette                       | |          |                                                                                               |          | |          |
| 4x100 m stile libero (dettagli) | Stati Uniti Caeleb Dressel Townley Haas Blake Pieroni Nathan Adrian Zachary Apple* Michael Chadwick*                      | 3'10"06  | Brasile Gabriel Santos Marcelo Chierighini César Cielo Filho Bruno Fratus                     | 3'10"34  | Ungheria Dominik Kozma Nándor Németh Péter Holoda Richárd Bohus                                                                          | 3'11"99  |
| 4x200 m stile libero (dettagli) | Gran Bretagna Stephen Milne Nicholas Grainger Duncan Scott James Guy Calum Jarvis*                                        | 7'01"70  | Russia Michail Dovgaljuk Michail Vekoviščev Danila Izotov Aleksandr Krasnych Nikita Lobincev* | 7'02"68  | Stati Uniti Blake Pieroni Townley Haas Jack Conger Zane Grothe Conor Dwyer* Clark Smith* Jay Litherland*                                 | 7'03"18  |
| 4x100 m misti (dettagli)        | Stati Uniti Matt Grevers Kevin Cordes Caeleb Dressel Nathan Adrian Ryan Murphy* Cody Miller* Tim Phillips* Townley Haas * | 3'27"91  | Gran Bretagna Chris Walker-Hebborn Adam Peaty James Guy Duncan Scott Ross Murdoch*            | 3'28"95  | Russia Evgenij Rylov Kirill Prigoda Aleksandr Popkov Vladimir Morozov Grigorij Tarasevič* Anton Čupkov* Daniil Pakhomov* Danila Izotov * | 3'29"76  |

* Nuotatori che hanno partecipato solamente nelle batterie.

### Donne
| Evento                          | Oro | Tempo    | Argento                                                                                           | Tempo    | Bronzo | Tempo    |
| Stile libero                    | |          |                                                                                                   |          | |          |
| 50 m (dettagli)                 | Sarah Sjöström | 23"69    | Ranomi Kromowidjojo                                                                               | 23"85    | Simone Manuel | 23"97    |
| 100 m (dettagli)                | Simone Manuel | 52"27    | Sarah Sjöström                                                                                    | 52"31    | Pernille Blume | 52"69    |
| 200 m (dettagli)                | Federica Pellegrini | 1'54"73  | Katie Ledecky Emma McKeon                                                                         | 1'55"18  | non assegnato |          |
| 400 m (dettagli)                | Katie Ledecky | 3'58"34  | Leah Smith                                                                                        | 4'01"54  | Li Bingjie | 4'03"25  |
| 800 m (dettagli)                | Katie Ledecky | 8'12"68  | Li Bingjie                                                                                        | 8'15"46  | Leah Smith | 8'17"22  |
| 1500 m (dettagli)               | Katie Ledecky | 15'31"32 | Mireia Belmonte                                                                                   | 15'50"89 | Simona Quadarella | 15'53"86 |
| Dorso                           | |          |                                                                                                   |          | |          |
| 50 m (dettagli)                 | Etiene Medeiros | 27"14    | Fu Yuanhui                                                                                        | 27"15    | Aljaksandra Herasimenja | 27"23    |
| 100 m (dettagli)                | Kylie Masse | 58"10    | Kathleen Baker                                                                                    | 58"58    | Emily Seebohm | 58"59    |
| 200 m (dettagli)                | Emily Seebohm | 2'05"68  | Katinka Hosszú                                                                                    | 2'05"85  | Kathleen Baker | 2'06"48  |
| Rana                            | |          |                                                                                                   |          | |          |
| 50 m (dettagli)                 | Lilly King | 29"40    | Julija Efimova                                                                                    | 29"57    | Katie Meili | 29"99    |
| 100 m (dettagli)                | Lilly King | 1'04"13  | Katie Meili                                                                                       | 1'05"03  | Julija Efimova | 1'05"05  |
| 200 m (dettagli)                | Julija Efimova | 2'19"64  | Bethany Galat                                                                                     | 2'21"77  | Shi Jinglin | 2'21"93  |
| Farfalla                        | |          |                                                                                                   |          | |          |
| 50 m (dettagli)                 | Sarah Sjöström | 24"60    | Ranomi Kromowidjojo                                                                               | 25"38    | Farida Osman | 25"39    |
| 100 m (dettagli)                | Sarah Sjöström | 55"53    | Emma McKeon                                                                                       | 56"18    | Kelsi Worrell | 56"37    |
| 200 m (dettagli)                | Mireia Belmonte | 2'05"26  | Franziska Hentke                                                                                  | 2'05"39  | Katinka Hosszú | 2'06"02  |
| Misti                           | |          |                                                                                                   |          | |          |
| 200 m (dettagli)                | Katinka Hosszú | 2'07"00  | Yui Ōhashi                                                                                        | 2'07"91  | Madisyn Cox | 2'09"71  |
| 400 m (dettagli)                | Katinka Hosszú | 4'29"33  | Mireia Belmonte                                                                                   | 4'32"17  | Sydney Pickrem | 4'32"88  |
| Staffette                       | |          |                                                                                                   |          | |          |
| 4x100 m stile libero (dettagli) | Stati Uniti Mallory Comerford Kelsi Worrell Katie Ledecky Simone Manuel Lia Neal* Olivia Smoliga*                                | 3'31"72  | Australia Shayna Jack Bronte Campbell Brittany Elmslie Emma McKeon Emily Seebohm* Madison Wilson* | 3'32"01  | Paesi Bassi Kim Busch Femke Heemskerk Maud van der Meer Ranomi Kromowidjojo                                                       | 3'32"64  |
| 4x200 m stile libero (dettagli) | Stati Uniti Leah Smith Mallory Comerford Melanie Margalis Katie Ledecky Cierra Runge* Hali Flickinger* Madisyn Cox*              | 7'43"39  | Cina Ai Yanhan Liu Zixuan Zhang Yuhan Li Bingjie Wang Jingzhuo* Shen Duo*                         | 7'44"96  | Australia Madison Wilson Emma McKeon Kotuku Ngawati Ariarne Titmus Shayna Jack* Leah Neale*                                       | 7'48"51  |
| 4x100 m misti (dettagli)        | Stati Uniti Kathleen Baker Lilly King Kelsi Worrell Simone Manuel Olivia Smoliga* Katie Meili* Sarah Gibson* Mallory Comerford * | 3'51"55  | Russia Anastasija Zueva Julija Efimova Svetlana Čimrova Veronika Popova Natalia Ivaneeva*         | 3'53"38  | Australia Emily Seebohm Taylor McKeown Emma McKeon Bronte Campbell Holly Barratt* Jessica Hansen* Brianna Throssell* Shayna Jack* | 3'54"29  |

* Nuotatrici che hanno partecipato solamente nelle batterie.

### Misti
| Evento                          | Oro | Tempo   | Argento | Tempo   | Bronzo | Tempo   |
| Staffette                       | |         | |         | |         |
| 4x100 m stile libero (dettagli) | Stati Uniti Caeleb Dressel Nathan Adrian Mallory Comerford Simone Manuel Blake Pieroni* Townley Haas* Kelsi Worrell* Lia Neal * | 3'19"60 | Paesi Bassi Ben Schwietert Kyle Stolk Femke Heemskerk Ranomi Kromowidjojo Maud van der Meer*                               | 3'21"81 | Canada Yuri Kisil Javier Acevedo Chantal van Landeghem Penny Oleksiak Markus Thormeyer* Sandrine Mainville*                                                                                             | 3'23"55 |
| 4x100 m misti (dettagli)        | Stati Uniti Matt Grevers Lilly King Caeleb Dressel Simone Manuel Ryan Murphy* Kevin Cordes* Kelsi Worrell* Mallory Comerford *  | 3'38"56 | Australia Mitch Larkin Daniel Cave Emma McKeon Bronte Campbell Kaylee McKeown* Matthew Wilson* Grant Irvine* Shayna Jack * | 3'41"21 | Canada Kylie Masse Richard Funk Penny Oleksiak Yuri Kisil Javier Acevedo* Rebecca Smith* Chantal van Landeghem * Cina Xu Jiayu Yan Zibei Zhang Yufei Zhu Menghui Li Guangyuan* Shi Jinglin* Li Zhuhao * | 3'41"25 |

* Nuotatori che hanno partecipato solamente nelle batterie.

## Medagliere
| Pos.   | Paese         | Oro | Argento | Bronzo | Totale |
| ------ | ------------- | --- | ------- | ------ | ------ |
| 1      | Stati Uniti   | 18  | 10      | 10     | 38     |
| 2      | Gran Bretagna | 4   | 1       | 2      | 7      |
| 3      | Cina          | 3   | 3       | 4      | 10     |
| 3      | Russia        | 3   | 3       | 4      | 10     |
| 5      | Svezia        | 3   | 1       | 0      | 4      |
| 6      | Italia        | 3   | 0       | 3      | 6      |
| 7      | Ungheria      | 2   | 4       | 2      | 8      |
| 8      | Australia     | 1   | 5       | 4      | 10     |
| 9      | Brasile       | 1   | 4       | 0      | 5      |
| 10     | Spagna        | 1   | 2       | 0      | 3      |
| 11     | Canada        | 1   | 0       | 3      | 4      |
| 12     | Francia       | 1   | 0       | 1      | 2      |
| 12     | Sudafrica     | 1   | 0       | 1      | 2      |
| 14     | Giappone      | 0   | 4       | 3      | 7      |
| 15     | Paesi Bassi   | 0   | 3       | 1      | 4      |
| 16     | Ucraina       | 0   | 1       | 1      | 2      |
| 17     | Germania      | 0   | 1       | 0      | 1      |
| 17     | Polonia       | 0   | 1       | 0      | 1      |
| 19     | Bielorussia   | 0   | 0       | 1      | 1      |
| 19     | Danimarca     | 0   | 0       | 1      | 1      |
| 19     | Egitto        | 0   | 0       | 1      | 1      |
| 19     | Singapore     | 0   | 0       | 1      | 1      |
| Totale | Totale        | 42  | 43      | 43     | 128    |